# Jean-Baptiste-Pierre Guépin
Jean-Baptiste-Pierre Guépin (né le 6 mars 1778 à Angers - mort le 11 février 1858 à Angers) est un médecin et botaniste français. Il a notamment publié une Flore de Maine-et-Loire, et a participé à la fondation de la Société linnéenne de Maine-et-Loire.

## Biographie

### Jeunesse et études
Jean-Baptiste-Pierre Guépin naît à Angers le 6 mars 1778. Il étudie à l’École Centrale, et réalise des études de médecine qu'il termine en publiant en 1805 une thèse intitulée Essai sur l'hygiène des femmes en couche. Il soutient cette thèse à Paris le 17 ventôse an XIII (8 mars 1805).

### Parcours professionnel
Après cette thèse, il devient médecin à Angers. En 1841, il est un des huit professeurs titulaires de l’École préparatoire de médecine et de pharmacie d'Angers, réorganisée en 1841. Il travaille alors avec Bigot, Mirault, et Victor Laroche entre autres. Il est professeur dans cette école de 1841 à 1858 et en devient le directeur en 1853. 

### Fonctions politiques
Faisant partie des notables de la ville, il est premier adjoint au maire d'Angers. En tant que tel, il participe à la commission municipale de 1838 qui pousse Nicaise-Augustin Desvaux à démissionner de la direction du jardin botanique qu'il occupait depuis 1826, pour demande de dépenses excessives en mobilier afin de pouvoir héberger ses différentes collections naturalistes. À la suite de cela, il facilite la nomination d'Alexandre Boreau à la direction du jardin botanique.

## Travaux en botanique

### Membre d'un réseau de botanistes
Spécialiste de la flore de Maine-et-Loire, il échange avec d'autres botanistes de cette période, comme Toussaint Bastard auquel il indique des localités pour réaliser son Essai sur la Flore de Maine-et-Loire (1809). De même, il est ami avec Alexandre Boreau:380, et participe à sa nomination à la direction du jardin botanique d'Angers en 1838. Cette nomination a lieu à la suite de la destitution de Nicaise-Augustin Desvaux. Ses observations sur la flore angevine sont utilisées par Boreau pour rédiger l'une de ses flores. De plus, il dispose pour constituer ses herbiers de relations avec de nombreux botanistes, ce qui lui permet d'obtenir différentes planches d'herbiers. De ce fait, il est en relation avec des botanistes locaux (Revellière), ou avec des botanistes étrangers (Fries en Suède). Il obtient aussi d'autres échantillons par le biais de centuries.

### Impliqué dans les sociétés de botanique
Il fait partie, parmi d'autres sociétés savantes, de la Société Botanique de France dès 1854, ainsi que de la société linnéenne de Paris. Il participe, en 1853, à la fondation de la Société linnéenne de Maine-et-Loire, avec Aimé de Soland et Pierre-Aimé Millet de la Turtaudière. Il en est d'ailleurs cette même année le président honoraire, et en est aussi membre en qualité de correspondant de l'Académie de médecine de Paris. Il occupe ces fonctions de nouveau en 1856. Selon les Annales de la Société linnéenne du département de Maine-et-Loire (1853), cette Société souhaite reprendre l'activité de la Société des botanistes-chimistes, fondée en 1777, qui prend fin en 1793 pendant la Terreur. 

### Découvertes et publications
Il découvre l'ophrys mouche (Ophrys insectifera) en Anjou.
Il est l'auteur de plusieurs flores, traitant principalement du Maine-et-Loire. Ainsi, en 1830, il publie une Flore du Maine-et-Loire, dont la première édition sera revue et augmentée en 1838. En 1842, il y ajoute un Supplément à la flore de Maine-et-Loire. Puis en 1845, il réalise une troisième édition revue et augmentée de la Flore de Maine-et-Loire, qu'il enrichit en 1850 d'un Supplément à la troisième édition de la flore de Maine-et-Loire. En 1854, il écrit une Note sur l'hybridation des orchidées et simple esquisse littéraire et botanique sur Horace, ainsi qu'une Notice sur la flore angevine manuscrite suivie d'un second Supplément à la flore de Maine-et-Loire. Ses travaux lui permettent de rédiger plusieurs articles publiés dans les Annales de la Société linnéenne du département de Maine-et-Loire.

## Ville d'Angers
Jean-Baptiste-Pierre Guépin lègue son herbier et sa bibliothèque à la ville d'Angers, qui entre en possession de ces biens à sa mort en 1858. Son nom est aujourd'hui celui d'une rue d'Angers. Ses herbiers sont conservés au muséum des sciences naturelles d'Angers.

## Hommages et distinctions
Outre la rue d'Angers déjà mentionnée, Elias Magnus Fries a nommé le genre Guepinia en l'honneur de Guépin. Ultérieurement s'y est ajouté le genre Guepiniopsis.
- Chevalier de la Légion d'honneur (2 avril 1848)